# وزارة مصطفى النحاس باشا الرابعة
وزارة مصطفى النحاس باشا الرابعة هي الوزارة السابعة والأربعون في مصر، صدر المرسوم الملكي بتشكيلها في 1 أغسطس 1937.

## أعضاء الحكومة
| الوزارة               | الوزير                                                                 |
| --------------------- | ---------------------------------------------------------------------- |
| رئيس مجلس الوزراء     | مصطفى النحاس باشا                                                      |
| وزير الداخلية         | مصطفى النحاس باشا (إلى جانب منصبه رئيسًا لمجلس الوزراء)                 |
| وزير الخارجية         | واصف بطرس غالي باشا                                                    |
| وزير المالية          | مكرم عبيد باشا                                                         |
| وزير الحقانية         | محمد صبري أبو علم                                                      |
| وزير الأشغال العمومية | عثمان محرم باشا                                                        |
| وزير الحربية والبحرية | أحمد حمدي سيف النصر باشا                                               |
| وزير الصحة العمومية   | عبد الفتاح الطويل                                                      |
| وزير الأوقاف          | محمود بسيوني                                                           |
| وزير الزراعة          | محمد محمود خليل بك                                                     |
| وزير المواصلات        | علي زكي العرابي باشا                                                   |
| وزير التجارة والصناعة | عبد السلام فهمي محمد جمعة باشا                                         |
| وزير المعارف العمومية | عبد السلام فهمي محمد جمعة باشا (إلى جانب منصبه وزيرًا للتجارة والصناعة) |

## وصلات داخلية
- قائمة رؤساء مجلس وزراء مصر